# 시카고 파이어 FC
시카고 파이어 FC(Chicago Fire FC)는 메이저 리그 사커에 소속된 미국의 프로축구단으로 일리노이주 시카고를 연고지로 하고 있다.

## 역사
1997년에 창단되었으며 클럽 명칭에서 "파이어(Fire)"는 1871년에 발생한 시카고 대화재와 관련된 시카고의 지역 연고성을 상징하며 솔저 필드를 홈 구장으로 사용하고 있으며 시카고 파이어 II라는 리저브팀을 두고 있다.

## 우승 기록
- MLS컵 (1회): 1998
- US 오픈컵 (4회): 1998, 2000, 2003, 2006
- MLS 서포터스 실드 (1회): 2003

## 선수단

### 현재 소속 선수 명단
참고: FIFA 자격 규정에 따라 소속된 국가대표팀 국기를 표시합니다. 선수는 복수의 FIFA 비회원국 국적을 가지고 있을 수 있습니다.
| 번호 | 포지션 | 국적     | 이름            |
| ---- | ------ | -------- | --------------- |
| 6    | MF     | 말리     | 로미니그 콰메   |
| 26   | FW     | 가이아나 | 오마리 글래스고 |

| 번호 | 포지션 | 국적 | 이름 |
| ---- | ------ | ---- | ---- |

## 역대 감독
| 감독                   | 임기        |
| ---------------------- | ----------- |
| 밥 브래들리            | 1998 ~ 2002 |
| 후안 카를로스 오소리오 | 2007 ~ 2009 |
| 라파엘 비키            | 2020 ~ 2021 |
| 그레그 버홀터          | 2024 ~      |

## 홈경기장
| 경기장                   | 사용기간                          | 장소                     | 팀명          | 비고                        |
| ------------------------ | --------------------------------- | ------------------------ | ------------- | --------------------------- |
| 솔저 필드                | 1998년~2002년 2004년~2005년 2020~ | 일리노이주 시카고        | 시카고 파이어 | 빈칸                        |
| 카디널 스타디움          | 2002년~2003년                     | 일리노이주 네이퍼빌      | 시카고 파이어 | 빈칸                        |
| 시트긱 스타디움          | 2006년~2019년                     | 일리노이주 브리지뷰      | 시카고 파이어 | 도요타 파크 (2006년~2018년) |
| 베네데티-베얼리 스타디움 | 2004년                            | 일리노이주 네이퍼빌      | 시카고 파이어 | US 오픈컵때 사용했다.       |
| 포레스트뷰 파크          | 2000년                            | 일리노이주 알링턴 하이츠 | 시카고 파이어 | US 오픈컵때 사용했다.       |
| 밀워키 스포츠 컴플렉스   | 2001년                            | 위스콘신주 프랭클린      | 시카고 파이어 | US 오픈컵때 사용했다.       |
| 매컬리 필드              | 2001년                            | 일리노이주 휘턴          | 시카고 파이어 | US 오픈컵때 사용했다.       |
| 섀이 스타디움            | 2001년                            | 일리노이주 피오리아      | 시카고 파이어 | US 오픈컵 2경기를 했다.     |

## 시카고 파이어 프리미어
시카고 파이어 프리미어는 1998년 시카고 소커즈라는 이름으로 창단된 시카고 파이어의 2군 팀이다. 미국 일리노이주 시카고를 연고지로 하고 있으며 홈구장은 도요타 파크를 사용한다. 현재 USL 프리미어 디벨로프먼트 리그에 참가하고 있으며 2009년 시즌에는 벤추라 카운티 퓨전에게 패해 준우승을 차지하였다.

## 유나이티드 사커 리그제휴팀
- 세인트루이스 FC (펜턴, 미주리)

## 같이 보기
- 시카고 레드 스타스 (NWSL)